# Aeroportul Burgos
Aeroportul Burgos (IATA: RGS, ICAO: LEBG) este un aeroport din Provincia Burgos, Castilia și León, Spania ce deservește zona Burgos. Aeroportul a fost tranzitat în 2022 de 2.098 de pasageri. A fost deschis în 3 iulie 2008 și numit după zona deservită.
Situat la o altitudine de 903 m, aeroportul dispune de 1 pistă. Este operat de ENAIRE⁠(d).

## Infrastructură

### Piste
Aeroportul dispune de o singură pistă. Pista 04/22 are suprafața de asfalt și dimensiunile 2.100 m × 45 m. 